# Nossa Senhora do Socorro
Nossa Senhora do Socorro, amtlich Município de Nossa Senhora do Socorro, ist eine Stadt im brasilianischen Bundesstaat Sergipe und gehört zur Metropolregion Aracaju. Sie hatte bei der Volkszählung 2010 etwa 160.800 Einwohner auf einer Fläche von 157,515 km². Die Bevölkerungszahl wurde zum 1. Juli 2020 auf 185.706 Einwohner geschätzt, die Socorrenser (socorrenses) genannt werden.

## Lage
Der Ort liegt an der Kreuzung der BR-101 mit der Landesstraße SE-432, etwa 8 km nordwestlich vom Zentrum Aracajus entfernt. Zum Atlantik im Osten sind es 20 km.